# Черва (Италия)
 Тази статия е за селото в Южна Италия.  За частта от храносмилателната система вижте Черво.  
Чѐрва (на италиански: Cerva) е село и община в Южна Италия, провинция Катандзаро, регион Калабрия. Разположено е на 860 m надморска височина. Населението на общината е 1365 души (към 2012 г.).